# Gassen (Sankt Wolfgang)
Gassen ist ein Gemeindeteil von St. Wolfgang im oberbayerischen Landkreis Erding.

## Lage
Der Weiler Gassen liegt 2,5 Kilometer östlich des Rathauses des Gemeindehauptorts Sankt Wolfgang.

## Bevölkerungsentwicklung
Um 1871 gab es in Gassen 14 Einwohner. Im Mai 1987 lebten dort 17 Einwohner in vier Wohngebäuden.
| Jahr      | 1871 | 1925 | 1950 | 1970 | 1987 |
| Einwohner | 14   | 23   | 24   | 19   | 17   |